# Big Pun
Christopher Lee Carlos Rios (10 de Novembro de 1971 - 7 de Fevereiro de 2000), mais conhecido pelo seu nome artístico Big Pun (abreviação de Big Punisher), foi um rapper americano. Emergindo da cena do Hip Hop Underground no Bronx no final da década de 1990, Ele foi o primeiro rapper latino a ter um disco de platina certificado.
Ele estreou como rapper convidado no álbum Jealous One's Envy do Fat Joe, de 1995, e mais tarde na faixa Off the Books do grupo de Hip Hop The Beatnuts, de 1997, antes de assinar com a Loud Recods como artista solo. As letras de Pun são notáveis pela eficiência técnica, com pausas mínimas para respirar.
O site About.com classificou-o em #25 na sua lista dos 50 Maiores Mc's de Todos os Tempos, enquanto a MTV2 classificou-o como o #11 em sua lista dos 22 Maiores Mc's. Em 2012, a The Source classificou-o em #19 lugar na sua lista dos 50 Letristas de Todos os Tempos.

## Biografia
Christopher Lee Carlos Rios nasceu em 10 de novembro de 1971 no Bronx , em Nova York, filho de pais de ascendência porto-riquenha . Ele cresceu no bairro South Bronx da cidade. Segundo seus familiares, seus primeiros anos foram difíceis, incluindo testemunhando o abuso de drogas de sua mãe, a morte de seu pai, e um padrasto muito duro com ele. De acordo com sua avó, Pun se tornaria agressivo e auto destrutivo, socando buracos nas paredes do apartamento da sua família. Rios largou o ensino médio e por algum tempo estava desabrigado ficando em prédios abandonados ou nas casas de amigos.

## Questões de saúde e morte
Rios lutou com problemas de peso toda a sua vida adulta. Ele pesava 82 kg aos 18 anos, o que aumentou para 140 kg aos 21. Seu peso começou a aumentar no início de 1990. Rios se matriculou em um programa de perda de peso e perdeu 36 kg, mas ele prematuramente desistiu do programa e acabou recuperando o peso. Seu peso era um tema constante de discussão entre ele e seus amigos.
Em 5 de fevereiro de 2000, Rios se retirou de uma apresentação planejada do Saturday Night Live com Fat Joe e Jennifer Lopez devido a doença. Dois dias depois, ao ficar em um hotel com sua família em White Plains, Nova York , ele sofreu um ataque cardíaco e insuficiência respiratória e foi levado para um hospital, onde morreu aos 28 anos depois que os paramédicos foram incapazes de reanimá-lo. Seu peso atingiu um pico de 317 kg no momento de sua morte. Pun tinha uma esposa, Liza, e três filhos, Amanda (nascida em 1991), Vanessa (nascida em 1993) e Christopher Jr. (nascida em 1994). 

## Discografia

### Álbuns Solo
- 1998 - Capital Punishment
- 2000 - Yeeeah Baby

### Álbuns Póstumos
- 2001 - Endangered Species

### Terror Squad
- 1999 - The Album
- 2004 - True Story

### Singles
- 1998 "Still Not a Player" (featuring Joe)

- 1998 "Twinz (Deep Cover 98)" (featuring Fat Joe)
- 1998 "You Came Up" (featuring Noreaga)
- 1999 "Whatcha Gon Do" (Terror Squad)
- 2000 "100%" (featuring Tony Sunshine)
- 2000 "It's So Hard" (featuring Donell Jones)
- 2001 "How We Roll" (featuring Ashanti)